# Tarkan (Egitto)

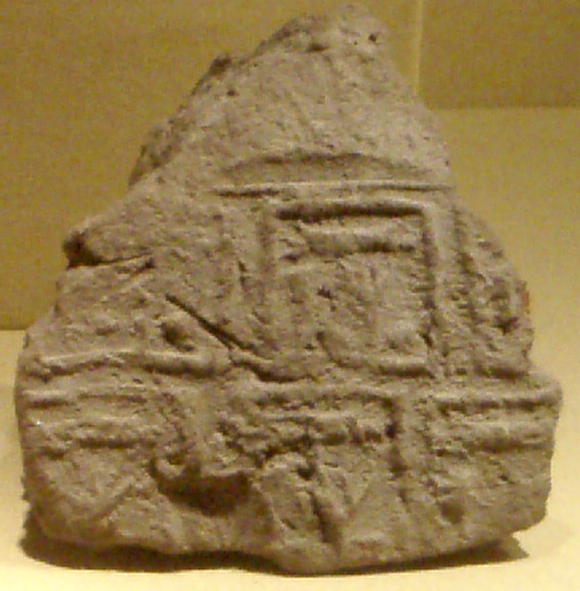
impronta di sigillo su fango essiccato recante il serekht di Narmer, da Tarkan, New York, Metropolitan Museum of Art

Tarkan(Tarkhan), nota anche con i nomi di Kafr Ammar e Kafr Turki, è una località egiziana che si trova a circa 50 km a sud de Il Cairo, rilevante per essere sede di un importante necropoli del periodo storico detto Naqada III. In tale periodo, collocabile intorno al 3250 a.C., si ebbe la fase di formazione dello stato egizio. Il sito, esplorato già all'inizio del XX secolo, dall'archeologo Flinders Petrie, contiene più di 2000 sepolture.
Sebbene molte di queste siano solamente delle fosse nel terreno sono presenti anche alcune mastabe databili alla I dinastia ed arcaiche sepolture risalenti al predinastico ed alla Dinastia 00